# Gerrit Kalff

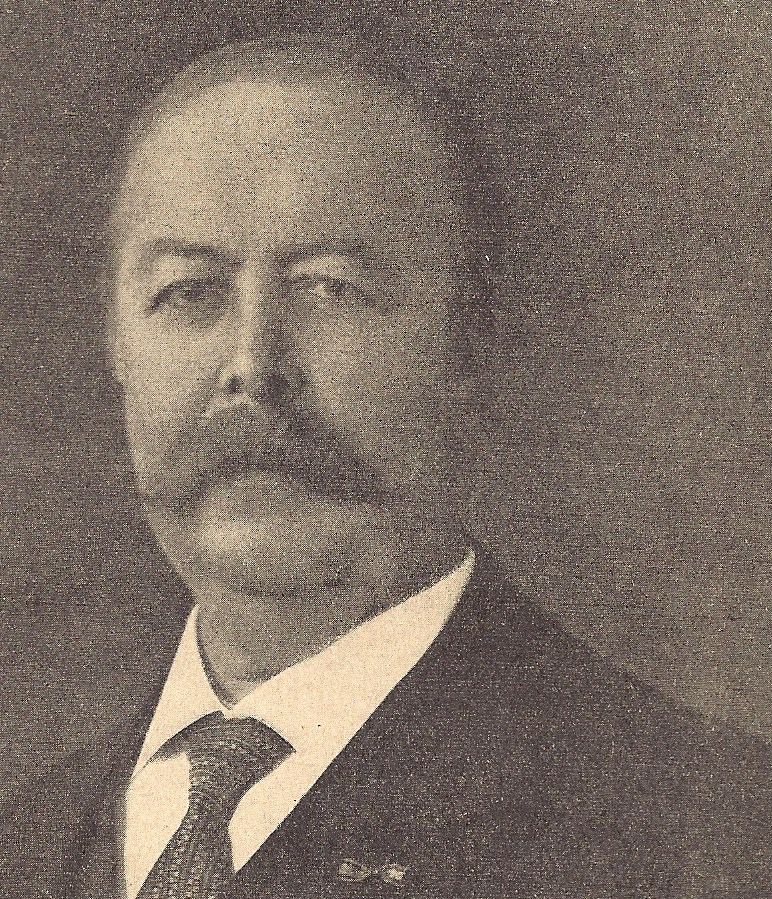
Gerrit Kalff.

Gerrit Kalff, född den 30 juni 1856 i Zwolle, död på ångfärjan vid ankomsten till Sassnitz den 31 augusti 1923, var en holländsk litteraturhistoriker.
Kalff blev 1896 professor i Utrecht och flyttade 1902 som professor i nederländska litteraturen till Leiden. Han författade ett stort antal värdefulla arbeten i sitt lands litteraturhistoria, bland annat Het Hed in de middeleeuwen (1883), Geschiedenis der nederlandsche letterkunde in de 16:e eeuw (2 band, 1889), Vondels leven (1896; 2:a upplagan 1902), Jacob Cats (1901), Studien over nederlandsche dichters der zeventiende eeuw (2 band, samma år) och Geschiedenis der nederlandsche letterkunde (1905-12). Han dog stadd på återväg till Holland efter en vistelse i Stockholm för att samla material för fortsättning av sin Westeuropeesche letterkunde, varav del I då nyss utkommit.